# Mariana Treviño
Mariana Treviño Ortiz (Monterrey, Nuevo León, 21 de noviembre de 1977) es una actriz mexicana. Es conocida principalmente por su papel de Isabel Iglesias, en la serie original de Netflix, Club de Cuervos.

## Biografía
En 1990, entró a la Escuela Superior de Música y Danza del Instituto Nacional de Bellas Artes, para estudiar la carrera de Danza Contemporánea, para después estudiar actuación en la Neighborhood Playhouse School of the Theatre, en la ciudad de Nueva York, y en el Berklee College of Music en Boston. También cursó la carrera de Lengua y Literatura Modernas Inglesas, en la Facultad de Filosofía y Letras de la UNAM.
Durante el tiempo que vivió en Estados Unidos, participó en las puestas en escena Words, Words, Words de David Ives, Tractor de Heiner Müller y Homegirls on the Prowl de Cyn Cañel.
Debutó en la televisión mexicana en 2006, participando en los programas de comedia El informal y Un día en Peregrino de TV Azteca, interpretando distintos personajes.
En 2009, forma parte del elenco de la obra musical Mentiras, interpretando a Lupita. Fue durante este periodo que llamó la atención del público en general, además de ser invitada por el director Manolo Caro, a participar en su película No sé si cortarme las venas o dejármelas largas (2013). Profesionalmente participó en las películas Amor de mis amores (2014), Cómo cortar a tu patán (2017) y en la serie Club de Cuervos de Netflix (2015).
Su actuación le ha valido dos nominaciones a los Premios Ariel: una por Mejor Actriz de reparto en La vida inmoral de la pareja ideal y el otro como Mejor Actriz en un papel menor en El sueño de Mara’akame.
En el 2018, participó en la película Overboard, junto a Eugenio Derbez y Anna Faris, en el papel de Sofía.
En 2020, recibe su primer protagónico compartido en la telenovela 100 días para enamorarnos de Telemundo.
Finalmente en 2021, recibe su primer protagónico en solitario en la serie de televisión Cecilia, producción original de la plataforma de streaming Paramount+.
En 2022, participó en la película estadounidense A Man Called Otto, al lado de Tom Hanks.
En 2025, participa en Mentiras, la serie, adaptación de la obra musical homónima para Prime Video, en donde interpreta nuevamente a Lupita.

## Filmografía

### Cine
| Año  | Película                                        | Rol                    | Director              | Notas            |
| ---- | ----------------------------------------------- | ---------------------- | --------------------- | ---------------- |
| 2013 | Tercera llamada                                 | Ceci                   | Francisco Franco Alba |                  |
| 2013 | No sé si cortarme las venas o dejármelas largas | Carmela                | Manolo Caro           |                  |
| 2014 | Amor de mis amores                              | Shayla                 | Manolo Caro           |                  |
| 2014 | Elvira, te daría mi vida pero la estoy usando   | Guille                 | Manolo Caro           |                  |
| 2015 | Una última y nos vamos                          | Hilda                  | Noé Santillán-López   |                  |
| 2016 | Sabrás que hacer conmigo                        | Gaby                   | Katina Medina Mora    |                  |
| 2016 | Kung Fu Panda 3                                 | Mei Mei                | Jennifer Yuh Nelson   | (Voz de doblaje) |
| 2016 | El sueño de Mara'akame                          |                        | Federico Cecchetti    |                  |
| 2016 | La vida inmoral de la pareja ideal              | Beatriz Jiménez Torres | Manolo Caro           |                  |
| 2017 | Ferdinand                                       | Lupe                   | Carlos Saldanha       | (Voz de doblaje) |
| 2017 | Cómo cortar a tu patán                          | Amanda Lozano          | Gabriela Tagliavini   |                  |
| 2018 | Overboard                                       | Sofía Montenegro       | Rob Greenberg         |                  |
| 2018 | Eres mi pasión                                  | Luly                   | Anwar Safa            |                  |
| 2018 | Perfectos desconocidos                          | Flora                  | Manolo Caro           |                  |
| 2019 | Dedicada a mi Ex                                | Victoria               | Jorge Ulloa           |                  |
| 2019 | La vida secreta de tus mascotas 2               | Daisy                  | Chris Renaud          | (Voz de doblaje) |
| 2019 | Polvo                                           | Jacinta                | José María Yazpik     |                  |
| 2019 | Los Rodríguez y el más allá                     | Cristina Rodríguez     | Paco Arango           |                  |
| 2020 | La liga de los 5                                | La Catrina             | Marvick Núñez         | (Voz de doblaje) |
| 2022 | A Man Called Otto                               | Marisol                | Marc Forster          |                  |
| 2023 | El sabor de la Navidad                          | Valeria                |                       |                  |
| 2024 | Caras vemos                                     | Laura                  |                       |                  |

### Televisión
| Año       | Título                      | Rol                  | Notas             |
| --------- | --------------------------- | -------------------- | ----------------- |
| 2006-2008 | El informal                 | Varios personajes    | Elenco principal  |
| 2009      | Un día en Peregrino         | Varios personajes    | Elenco principal  |
| 2011      | Cuestión de Corbatas        | Natalia              | Cortometraje      |
| 2013      | Cásate conmigo, mi amor     | Amaya                | Elenco principal  |
| 2013      | Alguien más                 | Katy                 | Elenco principal  |
| 2015-2019 | Club de Cuervos             | Isabel Iglesias      | Elenco principal  |
| 2018      | La balada de Hugo Sánchez   | Isabel Iglesias      | Elenco principal  |
| 2019-2020 | La casa de las flores       | Jenny Quetzal        | Elenco principal  |
| 2020      | Narcos: México              | Cecilia Rosado       | Invitada especial |
| 2020-2021 | 100 días para enamorarnos   | Remedios Rivera      | Protagonista      |
| 2021      | Cecilia                     | Cecilia Navarro      | Protagonista      |
| 2022      | Érase una vez... pero ya no | Reina Dolores / Lola | Protagonista      |
| 2025      | Mentiras, la serie          | Lupita Romo          | Elenco principal  |

### Teatro
| Año       | Título                               | Rol            | Notas                       |
| --------- | ------------------------------------ | -------------- | --------------------------- |
| 2009-2012 | Mentiras: el musical                 | Lupita         | Ocesa Teatro / Mejor Teatro |
| 2015      | Nunca es tarde para aprender francés | Loretto "Lolo" | Producciones Caro           |
| 2015-2016 | Annie: Anita la huerfanita           | Lily St. Regis | Ocesa Teatro                |